# Нгорореро
Нгорореро — район (akarere) Західної провінції Руанди. Центр — однойменне місто Нгорореро.

## Поділ
Район Нгорореро поділяється на сектори (imirenge): Буіра, Гатумба, Ніндіро, Кабая, Кагеуо, Кавуму, Матязо, Муганда, Мугороро, Ндаро, Нгорореро, Нянге та Сову.